# Jourdain (constellation)
Pour les articles homonymes, voir Jourdain (homonymie).

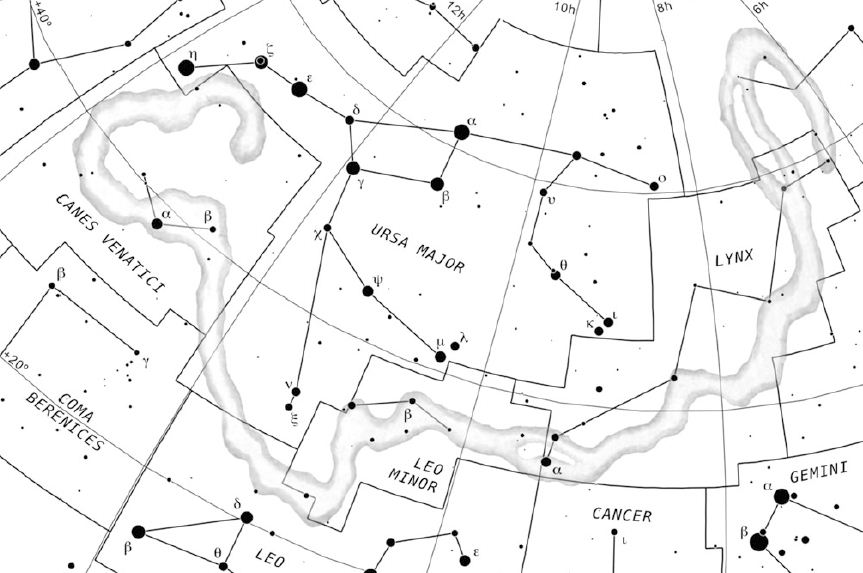
Le Jourdain sur une carte moderne

Le Jourdain (en latin Jordanus, d'après le fleuve Jourdain) était une constellation créée par Petrus Plancius au début du XVIIe siècle. Une extrémité se trouvait dans les Chiens de chasse, puis elle coulait à travers le Petit Lion et le Lynx et se terminait près de la Girafe. Cette constellation ne fut pas reprise dans les atlas de Johann Elert Bode et tomba en désuétude.